# Wim Plekkenpol
Wim Plekkenpol (Tiel, 8 april 1948) is een Nederlands sportjournalist, leraar, politicus en voetbaltrainer.
Plekkenpol was vele jaren wethouder voor de VVD in de gemeente Weststellingwerf. Eind april 2010 legde hij deze taak neer. Plekkenpol woonde lang in Noordwolde (Friesland) waar hij onder meer biologie- en sportleraar was bij de Rijksrietvlechtschool.

## Verslaggever
Wim Plekkenpol werkte bij Radio 1 Langs de Lijn, Radio Noord en thans bij RTV Drenthe als sportpresentator en verslaggever. Legendarisch is zijn verslag tijdens een TT in Assen. Vol enthousiasme versloeg hij de eerste ronde, waarna bleek dat het slechts de opwarmronde was geweest. Plekkenpol verzorgde in de jaren tachtig samen met collega Henk Kok de live radio-verslagen van de Europacup-duels van FC Groningen. In de jaren negentig deed Plekkenpol, samen met zijn collega van RTV Drenthe Albert Schrik, veelvuldig verslag van de nacompetitieduels van FC Emmen, toen trainer Azing Griever daar de leiding had.

## Voetbaltrainer
In 1975 volgde hij op 27-jarige leeftijd Koene Koopman (oud-keeper van de profclub Leeuwarden) op als hoofdtrainer van de voetbalvereniging Olyphia uit zijn woonplaats. Na één seizoen vertrok hij weer, maar vanaf medio 1980 diende hij dezelfde club nog twee jaar in dezelfde functie, waarna Hille Boonstra uit Ureterp hem opvolgde. In juli 2006 werd bekend dat Wim Plekkenpol met onmiddellijke ingang terugkeert als hoofdtrainer van Olyphia. Dit hield tevens in dat hij zijn werkzaamheden als sportveslaggever enigszins beperkte. Hij hield de club twee seizoenen zonder moeite in de derde klasse en trad na het seizoen 2007/2008 terug en werd opgevolgd door zijn voorganger Bloemhoff.
Na zijn periode als trainer van Olyphia besloot Plekkenpol zich meer toe te leggen op zijn werkzaamheden in de sportjournalistiek.